# Daiki Sato
Daiki Sato (佐藤 大基 Sato Daiki?, 7 de septiembre de 1988, Chiba-9 de julio de 2010) fue un futbolista japonés. Jugaba de centrocampista, y su último club fue el Thespa Kusatsu de Japón.

## Trayectoria

### Clubes
| Club                 | País  | Año       |
| -------------------- | ----- | --------- |
| Thespa Kusatsu       | Japón | 2007-2009 |
| Ohara JaSRA (cedido) | Japón | 2007      |